# La Cañada, Santa María Atzompa
La Cañada är en ort i Mexiko.   Den ligger i kommunen Santa María Atzompa och delstaten Oaxaca, i den sydöstra delen av landet, 400 km sydost om huvudstaden Mexico City. La Cañada ligger 1 642 meter över havet och antalet invånare är 1 033.
Terrängen runt La Cañada är kuperad söderut, men norrut är den platt. Runt La Cañada är det mycket tätbefolkat, med 3 494 invånare per kvadratkilometer. Närmaste större samhälle är Oaxaca de Juárez, 5,8 km öster om La Cañada. Trakten runt La Cañada består till största delen av jordbruksmark.